# Manpreet Kaur
Manpreet Kaur (ur. 6 lipca 1990) – indyjska lekkoatletka specjalizująca się w pchnięciu kulą. 
Dziewiąta zawodniczka mistrzostw świata juniorów młodszych w Ostrawie (2007). Rok później zajęła 4. miejsce na mistrzostwach Azji juniorów oraz była szósta podczas igrzysk Wspólnoty Narodów młodzieży. W 2010 zajęła natomiast 9. miejsce na igrzyskach Wspólnoty Narodów w gronie seniorów. Szósta zawodniczka uniwersjady (2015) i halowego czempionatu Azji (2016). W tym samym roku reprezentowała Indie na igrzyskach olimpijskich w Rio de Janeiro, podczas których zajęła 23. miejsce w eliminacjach i nie awansowała do finału. Złota medalistka mistrzostw Azji z Bhubaneswar (2017).
Wielokrotna złota medalistka mistrzostw Indii.
Rekordy życiowe: stadion – 18,06 (11 czerwca 2022, Ćennaj) rekord Indii; hala – 15,21 (19 lutego 2016, Doha). 

## Osiągnięcia
| Rok  | Impreza                               | Miejsce        | Pozycja           | Wynik |
| ---- | ------------------------------------- | -------------- | ----------------- | ----- |
| 2007 | Mistrzostwa świata juniorów młodszych | Ostrawa        | 9. miejsce        | 13,57 |
| 2008 | Mistrzostwa Azji juniorów             | Dżakarta       | 4. miejsce        | 14,06 |
| 2008 | Igrzyska Wspólnoty Narodów młodzieży  | Pune           | 6. miejsce        | 13,60 |
| 2010 | Igrzyska Wspólnoty Narodów            | Nowe Delhi     | 9. miejsce        | 14,50 |
| 2015 | Uniwersjada                           | Gwangju        | 6. miejsce        | 15,76 |
| 2016 | Halowe mistrzostwa Azji               | Doha           | 6. miejsce        | 15,21 |
| 2016 | Igrzyska olimpijskie                  | Rio de Janeiro | el. – 23. miejsce | 17,06 |
| 2017 | Mistrzostwa Azji                      | Bhubaneswar    | 1. miejsce        | 18,28 |
| 2023 | Mistrzostwa Azji                      | Bangkok        | 3. miejsce        | 17,00 |